# لوكا كاسا
لوكا كاسا (بالإيطالية: Luca Scassa)‏ مواليد 23 أغسطس 1983 في أريتسو، هو متسابق دراجات نارية إيطالي. نافس في بطولة العالم للسوبربايك وبطولة العالم للسوبرسبورت وبطولة العالم للموتو جي بي.

## روابط خارجية
- لوكا كاسا على موقع MotoGP.com (الإنجليزية)
- لوكا كاسا على موقع WorldSBK.com (الإنجليزية)
- لوكا كاسا على موقع CONI honoured athlete website (الإيطالية)